# Adelaide International 2 2023
Adelaide International 2 2023 là một giải quần vợt trong ATP Tour 2023 và WTA Tour 2023. Giải đấu là một phần của ATP Tour 250 và WTA 500 thi đấu trên mặt sân cứng ngoài trời ở Adelaide, Nam Úc, Úc.
Giải đấu diễn ra do sự thay thế của giải Sydney International ở Sydney, New South Wales, địa điểm diễn ra giải United Cup 2023. Đây là lần thứ 4 (nữ) và lần thứ 3 (nam) giải đấu được tổ chức. Giải đấu diễn ra tại Memorial Drive Tennis Centre từ ngày 9–14 tháng 1 năm 2023.

## Điểm và tiền thưởng

### Phân phối điểm
| Sự kiện  | VĐ  | CK  | BK  | TK  | Vòng 1/16 | Vòng 1/32 | Q  | Q2 | Q1 |
| Đơn nam  | 250 | 150 | 90  | 45  | 20        | 0         | 12 | 6  | 0  |
| Đôi nam* | 250 | 150 | 90  | 45  | 20        | 0         | —  | —  | —  |
| Đơn nữ   | 470 | 305 | 185 | 100 | 55        | 1         | 25 | 13 | 1  |
| Đôi nữ*  | 470 | 305 | 185 | 100 | 1         | —         | —  | —  | —  |

*mỗi đội

### Tiền thưởng
| Sự kiện   | VĐ       | CK      | BK      | TK      | Vòng 1/16 | Vòng 1/32 | Q2     | Q1     |
| Đơn nam   | $97,760  | $57,025 | $33,525 | $19,425 | $11,280   | $6,895    | $3,445 | $1,880 |
| Đôi nam * | $33,580  | $17,550 | $9,260  | $5,140  | $2,820    | $1,570    | —      | —      |
| Đơn nữ    | $120,150 | $74,161 | $43,323 | $20,465 | $11,145   | $7,500    | $5,590 | $2,860 |
| Đôi nữ*   | $40,100  | $24,300 | $13,900 | $7,200  | $5,750    | $4,350    | —      | —      |

*mỗi đội

## Nội dung đơn ATP

### Hạt giống
| Quốc gia | Tay vợt                     | Xếp hạng† | Hạt giống |
| -------- | --------------------------- | --------- | --------- |
|          | Andrey Rublev               | 8         | 1         |
| ESP      | Pablo Carreño Busta         | 13        | 2         |
|          | Karen Khachanov             | 20        | 3         |
| ESP      | Roberto Bautista Agut       | 21        | 4         |
| GBR      | Dan Evans                   | 27        | 5         |
| SRB      | Miomir Kecmanović           | 29        | 6         |
| ESP      | Alejandro Davidovich Fokina | 31        | 7         |
| USA      | Tommy Paul                  | 32        | 8         |

† Bảng xếp hạng vào ngày 2 tháng 1 năm 2023

### Vận động viên khác
Đặc cách:
- Thanasi Kokkinakis
- Jason Kubler
- Alexei Popyrin

Bảo toàn thứ hạng:
- Kyle Edmund

Vượt qua vòng loại:
- Tomás Martín Etcheverry
- Tomáš Macháč
- John Millman
- Mikael Ymer

Thua cuộc may mắn:
- Robin Haase
- Kwon Soon-woo
- Christopher O'Connell

### Rút lui
- Maxime Cressy → thay thế bởi  Robin Haase
- Sebastian Korda → thay thế bởi  Christopher O'Connell
- Nick Kyrgios → thay thế bởi  Kyle Edmund
- Lorenzo Musetti → thay thế bởi  Mackenzie McDonald
- Yoshihito Nishioka → thay thế bởi  Kwon Soon-woo

## Nội dung đôi ATP

### Hạt giống
| Quốc gia | Tay vợt              | Quốc gia | Tay vợt                | Xếp hạng† | Hạt giống |
| -------- | -------------------- | -------- | ---------------------- | --------- | --------- |
| NED      | Wesley Koolhof       | GBR      | Neal Skupski           | 2         | 1         |
| ESA      | Marcelo Arévalo      | NED      | Jean-Julien Rojer      | 12        | 2         |
| CRO      | Ivan Dodig           | USA      | Austin Krajicek        | 19        | 3         |
| GBR      | Lloyd Glasspool      | FIN      | Harri Heliövaara       | 23        | 4         |
| IND      | Rohan Bopanna        | AUS      | Matthew Ebden          | 45        | 5         |
| COL      | Juan Sebastián Cabal | COL      | Robert Farah           | 58        | 6         |
| BRA      | Rafael Matos         | ESP      | David Vega Hernández   | 58        | 7         |
| MEX      | Santiago González    | FRA      | Édouard Roger-Vasselin | 60        | 8         |

† Bảng xếp hạng vào ngày 2 tháng 1 năm 2023

### Vận động viên khác
Đặc cách:
- Jeremy Beale /  Luke Saville
- Blake Ellis /  Andrew Harris

Thay thế:
- Tomás Martín Etcheverry /  Diego Hidalgo

### Rút lui
- Maxime Cressy /  Albano Olivetti → thay thế bởi  Tomás Martín Etcheverry /  Diego Hidalgo

## Nội dung đơn WTA

### Hạt giống
| Quốc gia | Tay vợt              | Xếp hạng† | Hạt giống |
| -------- | -------------------- | --------- | --------- |
| POL      | Iga Świątek          | 1         | 1         |
| TUN      | Ons Jabeur           | 2         | 2         |
| USA      | Jessica Pegula       | 3         | 3         |
| FRA      | Caroline Garcia      | 4         | 4         |
|          | Daria Kasatkina      | 8         | 5         |
|          | Veronika Kudermetova | 9         | 6         |
| USA      | Madison Keys         | 11        | 7         |
| SUI      | Belinda Bencic       | 12        | 8         |
| ESP      | Paula Badosa         | 13        | 9         |
| USA      | Danielle Collins     | 14        | 10        |
| BRA      | Beatriz Haddad Maia  | 15        | 11        |
| CZE      | Petra Kvitová        | 16        | 12        |

† Bảng xếp hạng vào ngày 2 tháng 1 năm 2023

### Vận động viên khác
Đặc cách:
- Victoria Azarenka
- Jaimee Fourlis
- Storm Hunter
- Garbiñe Muguruza

Bảo toàn thứ hạng:
- Anastasia Pavlyuchenkova

Miễn đặc biệt:
- Irina-Camelia Begu

Vượt qua vòng loại:
- Sorana Cîrstea
- Anna Kalinskaya
- Karolína Plíšková
- Kateřina Siniaková
- Jil Teichmann
- Zheng Qinwen

Thua cuộc may mắn:
- Amanda Anisimova
- Kaia Kanepi
- Anastasia Potapova
- Alison Riske-Amritraj
- Shelby Rogers

### Rút lui
- Irina-Camelia Begu → thay thế bởi  Kaia Kanepi
- Ons Jabeur → thay thế bởi  Shelby Rogers
- Madison Keys → thay thế bởi  Alison Riske-Amritraj
- Jessica Pegula → thay thế bởi  Amanda Anisimova
- Iga Świątek → thay thế bởi  Anastasia Potapova

## Nội dung đôi WTA

### Hạt giống
| Quốc gia | Tay vợt            | Quốc gia | Tay vợt            | Xếp hạng1 | Hạt giống |
| -------- | ------------------ | -------- | ------------------ | --------- | --------- |
| AUS      | Storm Hunter       | CZE      | Barbora Krejčiková | 13        | 1         |
| CAN      | Gabriela Dabrowski | MEX      | Giuliana Olmos     | 15        | 2         |
| UKR      | Lyudmyla Kichenok  | LAT      | Jeļena Ostapenko   | 23        | 3         |
| USA      | Desirae Krawczyk   | NED      | Demi Schuurs       | 34        | 4         |

- 1 Bảng xếp hạng vào ngày 2 tháng 1 năm 2023.

### Vận động viên khác
Đặc cách:
- Alana Parnaby /  Olivia Tjandramulia

### Rút lui
- Coco Gauff /  Jessica Pegula
- Caty McNally /  Luisa Stefani → thay thế bởi  Luisa Stefani /  Taylor Townsend

## Nhà vô địch

### Đơn nam
- Kwon Soon-woo đánh bại  Roberto Bautista Agut, 6–4, 3–6, 7–6(7–4)

### Đôi nam
- Marcelo Arévalo /  Jean-Julien Rojer đánh bại  Ivan Dodig /  Austin Krajicek, bỏ cuộc trước trận đấu

### Đơn nữ
- Belinda Bencic đánh bại  Daria Kasatkina 6–0, 6–2

### Đôi nữ
- Luisa Stefani /  Taylor Townsend đánh bại  Anastasia Pavlyuchenkova /  Elena Rybakina 7–5, 7–6(7–3)